# Daphnis hayesi
Daphnis hayesi is een vlinder uit de familie pijlstaarten (Sphingidae). De wetenschappelijke naam van de soort is voor het eerst geldig gepubliceerd in 1988 door Jean-Marie Cadiou.

## Beschrijving

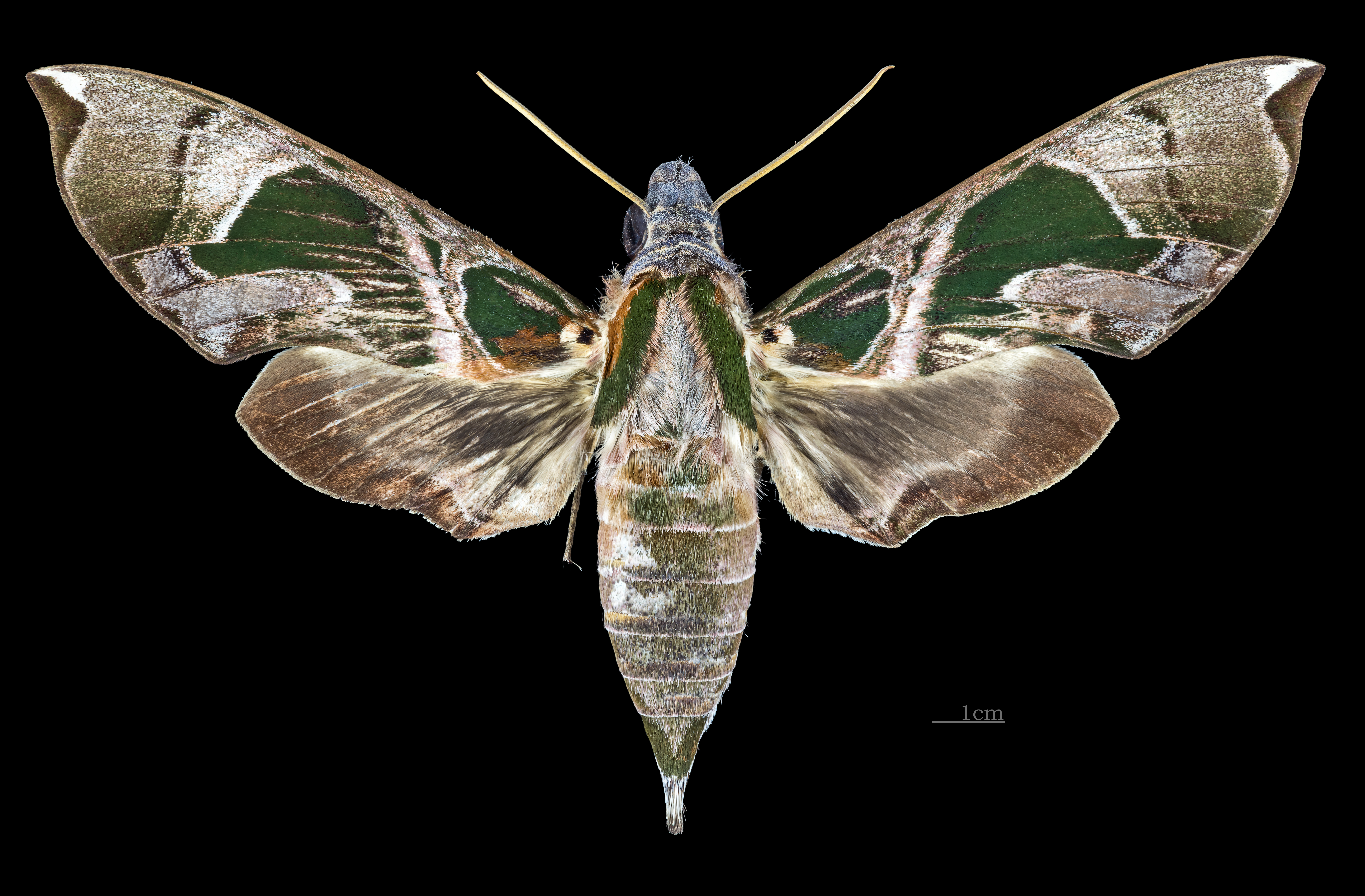
Daphnis hayesi  ♀
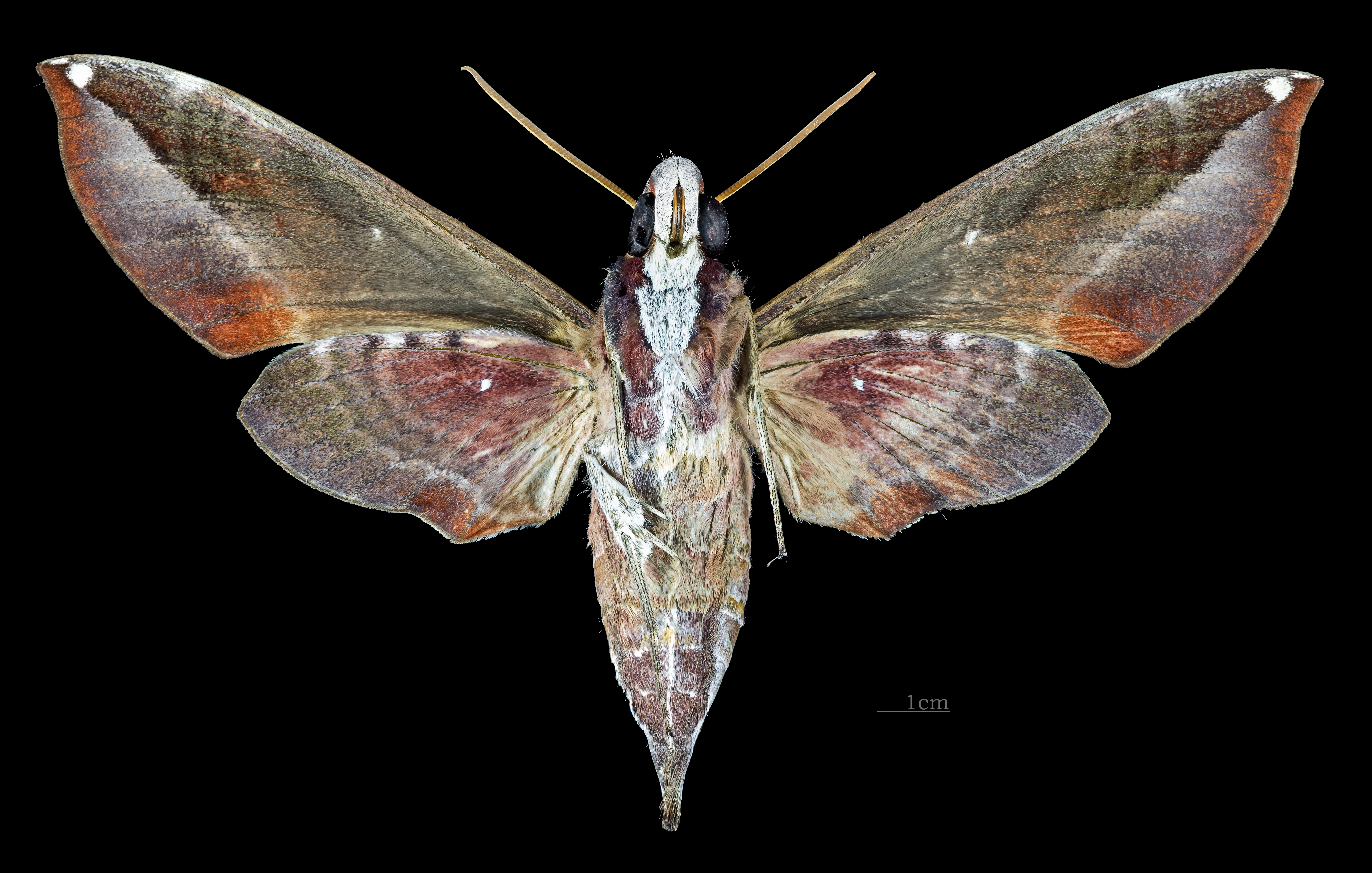
Daphnis hayesi   ♀ △

## Type
- holotype: "male. VI.1937. leg. J.P.A. Kalis. Rothschild Bequest B.M. 1939-1"
- instituut: BMNH, Londen, Engeland
- typelocatie: "Indonesia, Sulawesi Tengah, W. Celebes, Palu district, Paloe, Sidaonta, 4500 ft"